# Pindères
Pindères (okzitanisch: Pindéras) ist eine Gemeinde mit 190 Einwohnern (Stand: 1. Januar 2022) in Frankreich im Département Lot-et-Garonne in der Region Nouvelle-Aquitaine (vor 2016: Aquitanien). Die Gemeinde gehört zum Arrondissement Nérac und zum Kanton Les Forêts de Gascogne. Die Einwohner werden Pindérais genannt.

## Geografie
Pindères liegt etwa 47 Kilometer westnordwestlich von Agen. Umgeben wird Pindères von den Nachbargemeinden Saint-Martin-Curton und Beauziac im Norden, Casteljaloux im Nordosten, Pompogne im Osten und Südosten, Sauméjan im Süden, Allons im Südwesten, Lartigue im Westen und Südwesten sowie Saint-Michel-de-Castelnau im Westen.

## Bevölkerungsentwicklung
| Jahr                       | 1962 | 1968 | 1975 | 1982 | 1990 | 1999 | 2006 | 2018 |
| Einwohner                  | 227  | 201  | 157  | 170  | 189  | 202  | 219  | 205  |
| Quellen: Cassini und INSEE |      |      |      |      |      |      |      |      |

## Sehenswürdigkeiten
- Kirche Saint-Pierre-et-Saint-Paul aus dem 14. Jahrhundert

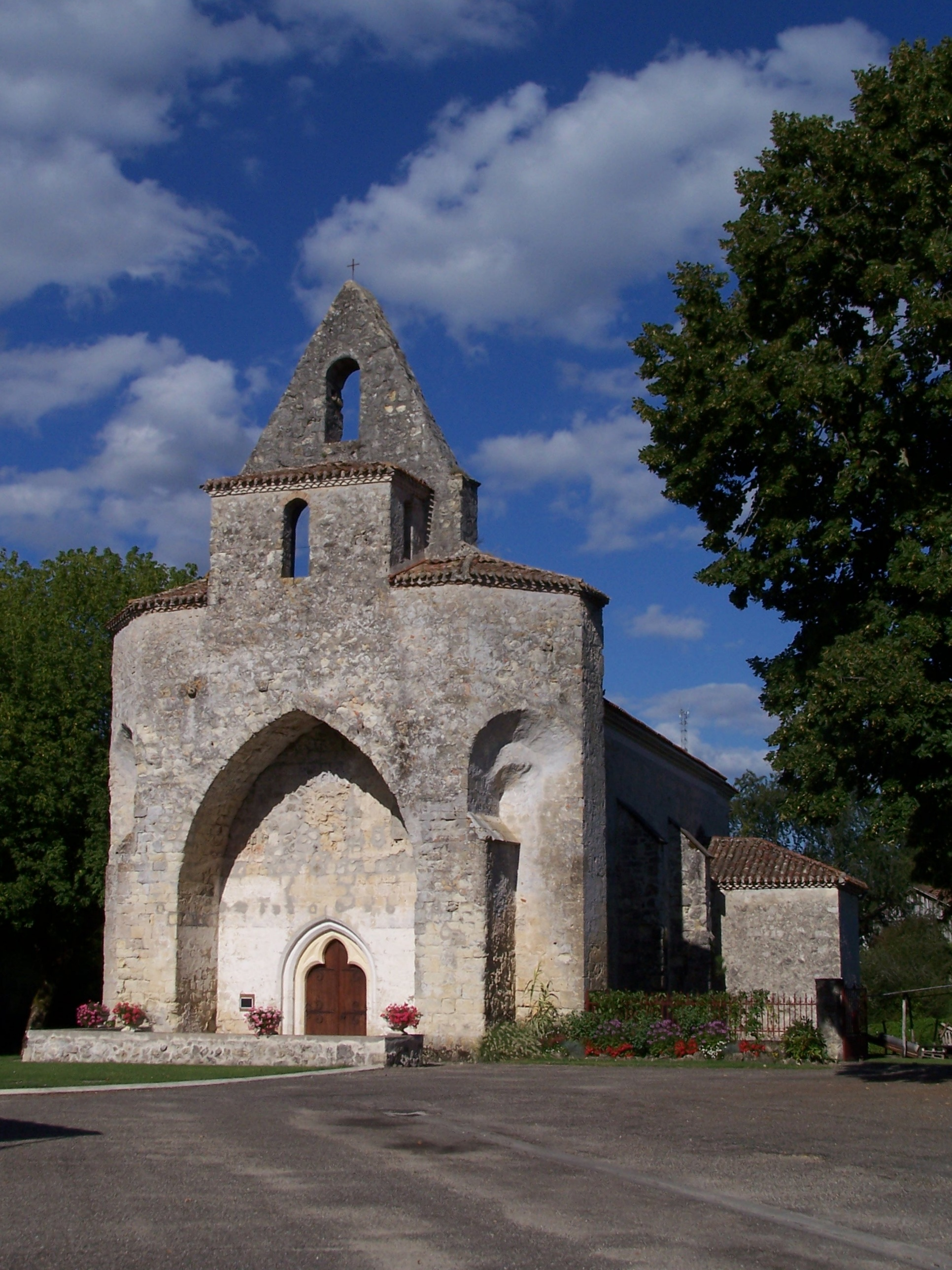
Kirche Saint-Pierre-et-Saint-Paul